# Estoy azulado
«Estoy azulado» es una canción creada por Gustavo Cerati y Richard Coleman e interpretada por el grupo musical de Argentina Soda Stereo, la canción fue incluida en el álbum de estudio Nada personal de 1985 y en el álbum en vivo Ruido blanco de 1987. Esta canción fue interpretada como demo en la Gira Soda Stereo durante el primer semestre de 1985 y de forma definitiva desde la Gira Nada Personal desde 1985 hasta la finalización de la Gira Languis en marzo de 1990.
La intención del grupo de explorar nuevos sonidos se vio reflejada en esta canción que comienza con una extensa introducción de saxofón creada e interpretada por Gonzalo Palacios.
Un sample de la canción fue agregada en la versión en vivo del tema solista de Cerati, Jugo de luna, en la gira Ahí Vamos.

## Versiones
- Versión del 11 de febrero de 1987, esta canción fue la que abrió el concierto en el Festival de Viña del Mar en Chile.
- Versión incluida en el álbum en vivo Ruido blanco del año 1987 donde el grupo realizó una gira por 5 países.

## Listado de canciones
| Vinilo de 7 pulgadas de Ecuador |                                        |          |  |
| N.º                             | Título                                 | Duración |  |
| 1.                              | «Estoy azulado» (Concierto)            | 4:18     |  |
| 2.                              | «Imágenes retro» (Sueño con telarañas) | 3:50     |  |

## Posicionamiento en listas
| Lista (1988)    | Mejor posición |
| --------------- | -------------- |
| Argentina (UPI) | 1              |